# (2680) Mateo
(2680) Mateo (1975 NF; 1953 RF; 1953 TA2; 1979 ON13) ist ein ungefähr sechs Kilometer großer Asteroid des inneren Hauptgürtels, der am 1. Juli 1975 am Felix-Aguilar-Observatorium im Nationalpark El Leoncito in der Provinz San Juan in Argentinien (IAU-Code 808) entdeckt wurde. Er gehört zur Hertha-Familie, einer Gruppe von Asteroiden, die nach (135) Hertha benannt ist.

## Benennung
(2680) Mateo wurde nach dem Geophysiker José Mateo (1914–1978) benannt, der jahrelang die Abteilung für Gravimetrie und Gezeiten am Observatorio Astronómico de La Plata (IAU-Code 839) und später während der letzten Bauphase des Felix-Aguilar-Observatoriums dessen Direktor war.